# Schwimmeuropameisterschaften 1954
Die 8. Schwimmeuropameisterschaften fanden vom 31. August bis 5. September 1954 in Turin statt und wurden von der Ligue Européenne de Natation (LEN) veranstaltet.
Die Schwimmeuropameisterschaften 1954 beinhalteten Wettbewerbe im Schwimmen, Kunst- und Turmspringen sowie das Wasserballturnier der Männer.

## Beckenschwimmen

### Ergebnisse Männer
| Wettbewerb                 | Gold                                                    | Gold    | Silber                                                             | Silber  | Bronze                                                                         | Bronze  |
| -------------------------- | ------------------------------------------------------- | ------- | ------------------------------------------------------------------ | ------- | ------------------------------------------------------------------------------ | ------- |
| 100 m Freistil             | Imre Nyéki Ungarn                                       | 57.8    | Lew Balandin Sowjetunion                                           | 58.2    | Géza Kádas Ungarn                                                              | 58.3    |
| 400 m Freistil             | György Csordás Ungarn                                   | 4:38.8  | Angelo Romani Italien                                              | 4:40.4  | Per-Olof Östrand Schweden                                                      | 4:40.9  |
| 1500 m Freistil            | György Csordás Ungarn                                   | 18:57.8 | György Schuszter Ungarn                                            | 19:05.6 | Wladimir Lawrinenko Sowjetunion                                                | 19:10.6 |
| 100 m Rücken               | Gilbert Bozon Frankreich                                | 1:05.1  | László Magyar Ungarn                                               | 1:05.3  | John Brockway Großbritannien                                                   | 1:05.9  |
| 200 m Brust                | Klaus Bodinger DDR                                      | 2:40.9  | Marek Petrusewicz Polen                                            | 2:42.5  | Sándor Utassy Ungarn                                                           | 2:43.4  |
| 200 m Schmetterling        | György Tumpek Ungarn                                    | 2:32.2  | Zsolt Feyér Ungarn                                                 | 2:35.1  | Wadim Martyntschik Sowjetunion                                                 | 2:36.3  |
| 4 × 200 m Freistil Staffel | Ungarn László Till Zoltán Dömötör Géza Kádas Imre Nyéki | 8:47.8  | Frankreich Jean Boiteux Gilbert Bozon Guy Montserret Aldo Eminente | 8:54.1  | Sowjetunion Nikolai Suchorukow Wjatscheslaw Kurennoi Juri Abowjan Lew Balandin | 8:55.9  |

### Ergebnisse Frauen
| Wettbewerb                 | Gold                                    | Gold   | Silber                       | Silber | Bronze                                  | Bronze |
| -------------------------- | --------------------------------------- | ------ | ---------------------------- | ------ | --------------------------------------- | ------ |
| 100 m Freistil             | Katalin Szőke Ungarn                    | 1:05.8 | Judit Temes Ungarn           | 1:06.7 | Geertje Wielema Niederlande             | 1:07.3 |
| 400 m Freistil             | Ágota Sebő Ungarn                       | 5:14.4 | Valéria Gyenge Ungarn        | 5:16.3 | Eša Ligorio Jugoslawien                 | 5:18.7 |
| 100 m Rücken               | Geertje Wielema Niederlande             | 1:13.2 | Johanna de Korte Niederlande | 1:13.6 | Pat Symons Großbritannien               | 1:17.3 |
| 200 m Brust                | Ursula Happe Bundesrepublik Deutschland | 2:54.9 | Jytte Hansen Dänemark        | 2:55.0 | Klára Killermann Ungarn                 | 2:55.8 |
| 100 m Schmetterling        | Jutta Langenau DDR                      | 1:16.6 | Mária Littomeritzky Ungarn   | 1:18.6 | Ursula Happe Bundesrepublik Deutschland | 1:18.9 |
| 4 × 100 m Freistil Staffel | Ungarn                                  | 4:30.6 | Niederlande                  | 4:33.2 | BR Deutschland                          | 4:37.2 |

## Kunst- und Turmspringen

### Ergebnisse Männer
| Wettbewerb | Gold                     | Silber                          | Bronze                      |
| ---------- | ------------------------ | ------------------------------- | --------------------------- |
| 3 m        | Roman Brener Sowjetunion | Gennadi Udalow Sowjetunion      | Christian Pire Frankreich   |
| 10 m       | Roman Brener Sowjetunion | Michail Tschatschba Sowjetunion | Peter Heatly Großbritannien |

### Ergebnisse Frauen
| Wettbewerb | Gold                                 | Silber                               | Bronze                        |
| ---------- | ------------------------------------ | ------------------------------------ | ----------------------------- |
| 3 m        | Walentina Tschumitschowa Sowjetunion | Birte Christoffersen-Hanson Schweden | Ljubow Schigalowa Sowjetunion |
| 10 m       | Tatjana Karakaschjanz Sowjetunion    | Birte Christoffersen-Hanson Schweden | Eva Pfarrhofer Österreich     |

## Wasserball

### Ergebnisse Männer
| Wettbewerb | Gold   | Silber      | Bronze  |
| ---------- | ------ | ----------- | ------- |
| Mannschaft | Ungarn | Jugoslawien | Italien |